# 2019年6月臺灣
| << | 2019年6月 （民國108年） | >> |    |    |    |    |
| \| 日 \| 一 \| 二 \| 三 \| 四 \| 五 \| 六 \| \| \| \| \| \| \| \| 1 \| \| 2 \| 3 \| 4 \| 5 \| 6 \| 7 \| 8 \| \| 9 \| 10 \| 11 \| 12 \| 13 \| 14 \| 15 \| \| 16 \| 17 \| 18 \| 19 \| 20 \| 21 \| 22 \| \| 23 \| 24 \| 25 \| 26 \| 27 \| 28 \| 29 \| \| 30 \| \| \| \| \| \| \| |                         |    |    |    |    |    |
| 臺灣新聞動態／維基新聞 |                         |    |    |    |    |    |
| 世界／中国大陆／臺灣 |                         |    |    |    |    |    |
| 日 | 一                      | 二 | 三 | 四 | 五 | 六 |
| |                         |    |    |    |    | 1  |
| 2 | 3                       | 4  | 5  | 6  | 7  | 8  |
| 9 | 10                      | 11 | 12 | 13 | 14 | 15 |
| 16 | 17                      | 18 | 19 | 20 | 21 | 22 |
| 23 | 24                      | 25 | 26 | 27 | 28 | 29 |
| 30 |                         |    |    |    |    |    |

## 6月1日
- 美國總統川普昨日出席美國空軍官校畢業典禮，其中有10名非美國籍的外籍畢業生，也包括中華民國國軍在列，主持人在以「國家」介紹台灣時，赴美參訓的國軍人員特別起立，揮舞中華民國國旗。事後白宮的IG發文「總統川普昨天在空軍官校畢業典禮演講（President Trump gave the commencement address at the Air Force Academy yesterday!）」並附上川普與與官校畢業生合照。合照中中華民國國旗就在一旁明顯處。[1][2]

## 6月3日
- 藝人賀一航因大腸癌於晚間病逝於臺北榮民總醫院。[3]。

## 6月4日
- 中國六四天安門事件今日三十週年，中華民國總統蔡英文透過臉書發表談話，強調一個國家文明與否，端視於政府怎麼對待人民、怎麼對待過去的錯誤。並表示今年六四，她要特別對所有愛好自由的香港朋友、中國朋友說一句加油。「也請你們放心，台灣絕對會守住民主、守住自由，無論威脅、滲透，只要她當一天總統，台灣絕對不會在壓力下屈服。」蔡英文在臉書並放上「勿忘六四」的插畫，強調自由就像空氣一樣，只會在窒息的時候才會察覺存在。[4][5]

## 6月6日
- 「臺灣美國事務委員會」今日下午揭牌儀式，總統蔡英文與美國在台協會（AIT）台北辦事處處長酈英傑（William Brent Christensen）皆出席揭牌儀式。總統蔡英文重申維護民主台灣的決心，她致詞時表示，「民主對我們來說不是一個口號，而是人民的生活方式、是維護人民尊嚴的基本價值。基於對民主價值的共同承諾，她會確保台美關係穩健前進，一起推動更自由、開放的印太區域。」[6][7][8]

## 6月9日
- 資深藝人馬如龍於本日下午5點，因神經內分泌腫瘤，肺線癌細胞擴散到脊椎和肝，病逝於臺北新光吳火獅紀念醫院，享壽80歲。[9]

## 6月10日
- 阿羅哈客運一輛由臺北開往高雄之大客車於中山高速公路彰化縣秀水鄉金陵村路段翻落邊坡，造成車上16人中，3人死亡、11人輕重傷、2人無恙。[10]

## 6月13日
- 執政黨民主進步黨2020年總統初選民調結果今日公布，現任總統蔡英文以35.6768%、對前行政院長賴清德27.4843%，以8個百分點勝出。獲得民進黨2020年總統選舉提名。根據民進黨公布的數字，蔡總統對比高雄市長韓國瑜、臺北市長柯文哲，民調數字分別是35.6768%、24.5129%、22.7002%；賴清德對比韓國瑜、柯文哲，民調數字分別27.4843%、23.4740%、27.3804%。[11][12]
- 針對香港警方動用多種武器鎮壓反對修訂《逃犯條例》的香港民眾，引起全球關注。總統蔡英文今日下午在總統府敞廳針對香港議題發表談話，蔡英文指出《逃犯條例》修法侵犯中華民國的主權，「我們不會接受，也拒絕以修法為前提的個案移交，合作打擊犯罪不能以侵犯人權的法案為前提，我們不願成為惡法的幫兇」。並說明香港的民主抗爭，不僅讓臺灣人民更加珍惜現有的民主制度與生活方式，也讓臺灣人民深刻感受到「一國兩制」是不可行的。她強調，任何人要破壞臺灣的主權和民主，或者拿去做政治交換的籌碼，「只要蔡英文在，就不會得逞」。[13][14]

## 6月17日
蔡英文政府修法公投法三讀通過，2020年公投不綁總統大選。2021年起創制、複決與選舉、罷免(公民的四種政權)脫鉤。

## 6月19日
- 臺鐵班次改點:部分班車增加停靠站及提早發車[16]。
- 立法院今日通過《國家安全法》部分修正案，2-1、2-2、5-1、5-2條，2-1條文明定，人民不得為外國、大陸地區、香港、澳門、境外敵對勢力或其派遣之人為下列行為： 一、發起、資助、主持、操縱、指揮或發展組織。二、洩漏、交付或傳遞關於公務上應秘密之文書、圖畫、 影像、消息、物品或電磁紀錄。三、刺探或收集關於公務上應秘密之文書、圖畫、影像、 消息、物品或電磁紀錄；在此次修法中，也特別納入網路共諜行為。除了加重共諜刑責、納入網路共諜行為，退役軍官涉及叛國被確定後，取消領退休金；修法通過後，若被中國納為間諜者，可處7年以上有期徒刑，得併科新台幣5000萬元以上1億元以下罰金。[17][18]

## 6月20日
- 長榮航空空服員罷工事件開始。

## 6月23日
- 時代力量立委黃國昌與知名網紅館長陳之漢號召舉辦的「623反親中媒體大遊行」今日下午2點在凱達格蘭大道登場。訴求反對中國共產黨的極權主義、拒絕親中媒體（即「紅色媒體」）滲透、守護臺灣的民主與自由，同時聲援香港反對《逃犯條例》修訂草案的運動。[19][20]

## 6月25日
- 衛星福衛七號於台灣時間下午2時30分在美國佛羅里達州甘迺迪太空中心成功升空到太空，委託美國太空探索科技公司（SpaceX）搭載獵鷹重型運載火箭發射升空。SpaceX表示，這是史上最艱鉅的任務之一。[21][22]

## 6月27日
- 美國聯邦參議院在美東時間27日以86票贊成、8票反對，通過2020財政年度國防授權法（NDAA），參院意見認為，美國應大力支持對台軍售，國防部應定期持續派遣美國軍艦定期通過台灣海峽。[23][24]
- 參謀總長李喜明將於6月30日屆齡退伍，國防部今天表示，參謀總長職缺由國防部軍政副部長沈一鳴上將調任，軍政副部長由空軍司令張哲平上將調任，空軍司令由空軍司令部副司令熊厚基中將調任並晉升空軍二級上將，調任案均以7月1日生效。新任參謀總長沈一鳴在擔任基層飛官時期，曾奉派到中東，應友邦沙烏地阿拉伯王國的邀請，執行祕密任務大漠計畫，也是國軍現役唯一曾參與大漠計畫的將官。[25][26]